# Heterostegane amputata
Heterostegane amputata là một loài bướm đêm trong họ Geometridae.